# Glostrup Kirke
Glostrup Kirke er en kirke i Glostrup Sogn.

## Eksterne kilder og henvisninger
- Wikimedia Commons har flere filer relateret til Glostrup Kirke
- Glostrup Kirke hos KortTilKirken.dk